# Taramite
La taramite (simbolo IMA: Trm) è un raro minerale del supergruppo dell'anfibolo, all'interno del quale viene collocato nel "gruppo degli anfiboli con W(OH,F,Cl)-dominante" e da lì al sottogruppo degli anfiboli di sodio-calcio dove occupa un posto nel "gruppo contenente la radice taramite nel nome"; essendo un anfibolo, appartiene agli inosilicati e pertanto alla famiglia minerale dei "silicati", e possiede composizione chimica Na(NaCa)(Mg3Al2)(Si6Al2)O22(OH)2.
La taramite è definita con:
- catione sodio dominante in posizione A
- catione magnesio (Mg2+) dominante in posizione C2+
- catione alluminio (Al3+) dominante in posizione C3+
- anione idrossile (OH-) dominante in posizione W.

## Etimologia e storia
La taramite è stata rilevata la priam volta nella località di Liset nei pressi di Selje (nel Vestlandet, Norvegia) e le è stato attribuito il nome di alumino-magnesiotaramite in base alla nomenclatura degli anfiboli del 1997. La revisione della nomenclatura degli anfiboli del 2012 ha comportato la modifica del nome in taramite.
Il nome taramite proviene dalla gravina di Vali-Tarama nei pressi del villaggio di Lazarivka nella zona di Mariupol' (Ucraina) attribuito nel 1925 da J. Morozewicz a un minerale classificabile in base alla nomenclatura del 2012 come ferro-ferri-taramite.

## Classificazione
La classica nona edizione della sistematica dei minerali di Strunz, aggiornata dall'Associazione Mineralogica Internazionale (IMA) fino al 2009, elenca la taramite con il nome alumino-magnesiotaramite e la colloca nella classe "9. Silicati (germanati)" e da lì nella sottoclasse "9.D Inosilicati"; questa viene suddivisa più finemente in base alla struttura cristallina del minerale, in modo tale che la taramite (alumino-magnesiotaramite) possa essere trovata nella sezione "9.DE Inosilicati con catene doppie di periodo 2, Si4O11; clinoanfiboli" dove forma il sistema nº 9.DE.20.
Tale classificazione viene mantenuta anche nell'edizione successiva, proseguita dal database "mindat.org".
Nella Sistematica dei lapis (Lapis-Systematik) di Stefan Weiß la taramite è nella classe dei "silicati" e da lì nella sottoclasse degli "inosilicati"; qui il minerale si trova nella sezione di quelli che hanno struttura "[Si4O11] a due bande 6-; anfiboli Na-Ca" dove forma il sistema nº VIII/F.09.
Anche la classificazione dei minerali secondo Dana, usata principalmente nel mondo anglosassone, elenca la taramite nella famiglia dei silicati; qui è nella classe degli "inosilicati: catene doppie non ramificate, W=2" e nella sottoclasse degli "inosilicati: catene doppie non ramificate, configurazione anfibolo W=2" dove forma il "gruppo 3, gli anfiboli sodico-calcici" con il numero di sistema 66.01.03b.

## Abito cristallino
La taramite cristallizza nel sistema monoclino nel gruppo spaziale C2/m (gruppo nº 12) con i parametri reticolari a = 9,7899 Å, b = 17,8991 Å, c = 5,3192 Å e β = 104,9°, oltre ad avere 2 unità di formula per cella unitaria.

## Origine e giacitura
La taramite è stata scoperta nell'eclogite retrograda associata a nybøite, clinopirosseno, granato, rutilo, paragonite, plagioclasio, quarzo, zoisite e apatite. La ferro-taramite si è formata per sostituzione della nyböite durante il passaggio dalla facies eclogitica in condizioni di alta pressione alla facies anfibolitica con la risalita e il metamorfismo retrogrado.
La taramite è piuttosto rara ed è stata trovata in meno di una ventina di siti sparsi per il mondo. Qui si ricorda solo la sua località tipo, Liset (62.0658°N 5.33142°E) nei pressi di Selje (nel Vestlandet, Norvegia).

## Forma in cui si presenta in natura
La taramite è stata trovata sotto forma di cristalli prismatici. Il minerale è traslucido con lucentezza vitrea, il colore è nero, nero con sfumature di blu o verde, blu-verde intenso.

## Proprietà ottiche
La taramite mostra un forte pleocroismo con tinte che vanno dal giallo pallido o chiaro, marrone chiaro lungo {\displaystyle x}, blu-verde intenso o blu-verdastro lungo {\displaystyle y} e blu intenso, verde, nero o grigio-verde intenso lungo {\displaystyle z}.